# エディ・ソープ
エディ・ソープ（Eddy Thorpe、1990年7月15日 - ）は、アメリカ合衆国の男性プロレスラー。ネバダ州リノ出身。旧リングネームにカール・フレドリックス（Karl Fredericks）がある。

## 来歴
2015年にオール・プロレスリングでデビュー。
2018年に新日本プロレスLA道場に入る。2019年9月に開催されたヤングライオン杯にLA道場代表として初来日し優勝。同年の『WORLD TAG LEAGUE 2019』エントリー（パートナーは後藤洋央紀）。
2020年8月8日開幕の『NEW JAPAN CUP 2020 in THE USA』ではKENTAに敗れ1回戦負け。この時より黒のショートパンツを赤に変えている。
2021年6月26日配信の『IGNITION』のメインイベントでトム・ローラーの持つNJPW STORNG無差別級王座に挑戦した。
2022年8月1日本人のTwitterより新日本プロレスとの契約終了を発表。ファンへ向けたメッセージも掲載された。
2023年1月21日（現地時間）、エディ・ソープのリングネームでNXTに参戦しアクシアムと対戦。WWEデビューを果たす。
2025年2月、ヴェンジェンス・デイでトリック・ウィリアムにストラップ・マッチで勝利。

## 得意技
師匠に当たる柴田勝頼を尊敬しており柴田のムーブも多用する。
マニフェストデスティニー
変形インプラントDDT。
正面から相手の頭部を左脇下に抱え込み、タイツを掴んでマットと水平に担ぎ上げ、背面から倒れ込むことでフェイスバスター気味に前頭部からマットに叩きつける変形インプラントDDT。
フェイスバスター気味に落とすパターンと垂直落下式フロント・ネックチャンスリー・ドロップのように落とす2種類を使用。
ドロップキック
コーナーに座り込んだ相手に対して、対角線のコーナーから助走を付けて高く跳び上がり、相手の顔面を蹴りつける。柴田の得意ムーブ。
スリーパーホールド
柴田の得意ムーブ。

## タイトル歴
新日本プロレス
- ヤングライオン杯優勝（2019年）

その他
- APWタッグ王座[7]
- APWワールドワイドインターネット王座[7]
- PCWインターカリフォルニア王座[7]